# Децентрализованные финансы
Децентрализованные (частные) финансы — форма организации денежных отношений, движения фондов денежных средств, формируемых на уровне различных предприятий, организаций, иных субъектов хозяйственной деятельности, домохозяйств и отдельных граждан. К децентрализованным финансам относят фонды денежных средств, которые формируются вне государственных и муниципальных финансов. Принадлежат юридическим или физическим лицам.
Децентрализованные финансы являются основой финансовой системы, поскольку именно в этой сфере формируется преобладающая доля финансов государства.
Содержание децентрализованных финансов раскрывают такие понятия как финансы предприятия, организаций, финансы домашних хозяйств.
К финансам предприятий относятся финансы предприятий как финансовой сферы (банки, страховые компании и др.), так и нефинансовой сферы (предприятия и организации различных сфер деятельности, как коммерческие, так и некоммерческие).
К финансам домашних хозяйств относят совокупность денежных отношений по поводу создания и использования фондов денежных средств, в которые вступают домашнее хозяйство и его отдельные участники в процессе своей жизнедеятельности.